# Gagea iranica
Gagea iranica är en liljeväxtart som beskrevs av Zarrei och Zarre. Gagea iranica ingår i Vårlökssläktet och i familjen liljeväxter. Inga underarter finns listade.